# آی فن
آی فِن (به چینی: 艾芬) یک پزشک چینی و مسئول اورژانس بیمارستان مرکزی ووهان است. او یکی از نخستین پزشکانی است که دربارهٔ دنیاگیری کروناویروس روشنگری کرد.

## زندگی
آی فن در سال ۱۹۹۷ از دانشکدهٔ پزشکی تونگجی فارغ‌التحصیل شد و در بخش بیماران قلبی-عروقی بیمارستان ووهان مشغول به کار شد. او در سال ۲۰۱۰ مسئول بخش اورژانس شد.

## دنیاگیری کروناویروس
در ۱۸ دسامبر ۲۰۱۹ آی فن با نخستین بیماری روبرو شد که عفونت دستگاه تنفسی داشت و در عکس ریه اش، چندین ناحیهٔ پراکنده و با فاصله توده‌های محو بود؛ این بیمار در بازار غذاهای دریایی هوانان کار می‌کرد. در ۲۷ دسامبر آی فن با بیمار دیگری روبرو شد که وضعیت مشابهی داشت اما هیچ ارتباطی با بازار غذاهای دریایی نداشت. در بعد از ظهر ۳۰ دسامبر پاسخ آزمایش بیمار دوم دریافت می‌شود و آلودگی با ویروس کرونا را تأیید می‌کند. آی فن با دیدن واژه‌های «سارس کروناویروس، سودوموناس آئروژینوزا، ۴۶ گونه کلونی باکتری‌های تنفسی/دهانی» در برگهٔ آزمایش بیمار، بی درنگ با بخش سلامت عمومی بیمارستان و بخش بیماری‌های عفونی تماس می‌گیرد و مطلب را در گروه وی‌چت پزشکان بیمارستان اعلام می‌کند. در بعد از ظهر همان روز این گزارش به دست لی ون‌لیانگ که یک چشم‌پزشک در بیمارستان بود می‌رسد و او در شمار بالا مطلب را منعکس می‌کند.
در یک ژانویه ۲۰۲۰ آی فن دوباره به بخش سلامت عمومی بیمارستان گزارش می‌کند که در یک کلینیک نزدیک بازار غذاهای دریایی در جنوب چین چندین بیمار با وضعیت مشابه پذیرش شده‌اند؛ او با این کار تلاش کرد تا توجه پزشکان را جلب کند. اندکی بعد آی فن نزد مسئولان بیمارستان فراخوانده می‌شود و به شدت و به طرز بی‌سابقه ای مورد انتقاد قرار می‌گیرد که او در حال شایعه پراکنی است. ۱۱ ژانویه ۲۰۲۰ آی فن باخبر می‌شود که یک پرستار بخش اورژانس آلوده شده‌است. آی فن بی درنگ مسئولان بالاسری را خبر می‌کند و یک جلسه ای اضطراری تشکیل می‌شود. در ۱۶ ژانویه جلسهٔ دیگری تشکیل می‌شود و مقامات بیمارستان اصرار می‌کنند که یک عفونت ویروسی که می‌تواند میان افراد منتقل شود را انکار کنند.
بعدها شایعاتی پیرامون مرگ آی فن ناشی از ویروس کرونا منتشر می‌شود اما در ۲۰ فوریهٔ ۲۰۲۰ آی فن اعلام می‌کند که بیمار نشده و هنوز مشغول کار و مبارزه با این ویروس است.

## آشکارسازی ماجرا
در ۱۰ مارس ۲۰۲۰ مجلهٔ پیپل در چین با آی فن مصاحبه می‌کند و متن مصاحبه را در مقاله ای به نام افشا کننده (发哨子的人) منتشر می‌کند اما زیر فشار، پس از سه ساعت مقاله را حذف می‌کنند. نسخهٔ اصلی هم تا پیش از ظهر از وی‌چت عمومی مجله حذف می‌شود. دیگر بخش‌های رسانه ای هم که این مقاله را منتشر کرده بودند هم آن را حذف می‌کنند. پس از آن مسئول کمیتهٔ سلامت و سلامت ملی چین نسخه ای از این مقاله را منتشر می‌کند و از گزارش دهندگان تشکر می‌کند.
پس از آن کاربران شبکه‌های اجتماعی در اعتراض به سانسور در چین این مقاله را به شکل بریل، ایموجی، کد مورس و زبان باستانی چینی منتشر می‌کنند.